# Syn miasta
Syn miasta – drugi solowy album Muńka Staszczyka, wydany 18 października 2019 przez Agorę. Nominacja do Fryderyka 2020 w kategorii Album Roku Rock.
Nagrania uzyskały status złotej płyty.

## Lista utworów
1. Wszyscy umarli
2. Krajobraz z wilgą i ludzie
3. Ta piosenka nie jest dla Ciebie
4. Edith Piaf (Artyści muszą...)
5. Zakurzone tynki w Petersburgu
6. Pola
7. Szwy
8. Ołów
9. Bo życie jest...
10. Kłamstwo

## Nagrody i wyróżnienia
- 2019: Najlepsze płyty 2019 roku według „Teraz Rocka”: 1. miejsce[7]